# Jan-Lennard Struff
Jan-Lennard Struff (Warstein, 25 april 1990) is een Duitse tennisser. Hij heeft drie ATP-toernooien in het dubbelspel gewonnen. Bovendien was hij eenmaal verliezend finalist in het enkelspel en driemaal in het dubbelspel. Ook deed hij al mee aan Grand Slams. Hij heeft vijf challengers in het enkelspel en vijf challengers in het dubbelspel op zijn naam staan.

## Palmares
| Legenda                       | Legenda               |
| ----------------------------- | --------------------- |
| Grand Slam                    |                       |
| Olympische Spelen             |                       |
| tot 2009                      | vanaf 2009            |
| Tennis Masters Cup            | ATP Finals            |
| ATP Masters Series            | ATP Tour Masters 1000 |
| ATP International Series Gold | ATP Tour 500          |
| ATP International Series      | ATP Tour 250          |

### Palmares enkelspel
| Nr.                  | Datum             | Toernooi            | Ondergrond    | Tegenstander in finale | Score               | Details |
| -------------------- | ----------------- | ------------------- | ------------- | ---------------------- | ------------------- | ------- |
| Gewonnen finales     |                   |                     |               |                        |                     |         |
| 1.                   | 21 april 2024     | ATP München         | Gravel        | Taylor Fritz           | 7-5 6-3             |         |
| Verloren finales     |                   |                     |               |                        |                     |         |
| 1.                   | 2 mei 2021        | ATP München         | Gravel        | Nikoloz Basilasjvili   | 4-6, 6-7(5)         | Details |
| 2.                   | 7 mei 2023        | ATP Madrid          | Gravel        | Carlos Alcaraz         | 4-6, 6-3, 3-6       | Details |
| 3.                   | 18-06-2023        | ATP Stuttgart       | Gras          | Frances Tiafoe         | 6–4, 6–7(1), 6–7(8) | Details |
| Gewonnen challengers |                   |                     |               |                        |                     |         |
| 1.                   | 18 mei 2014       | Heilbronn           | Gravel        | Márton Fucsovics       | 6-2, 7-6(5)         |         |
| 2.                   | 20 september 2015 | Szczecin            | Gravel        | Artem Smirnov          | 6-4, 6-3            |         |
| 3.                   | 4 oktober 2015    | Orléans             | Hardcourt     | Jerzy Janowicz         | 5-7, 6-4, 6-3       |         |
| 4.                   | 11 september 2016 | Alphen aan den Rijn | Gravel        | Robin Haase            | 6-4, 6-1            |         |
| 5.                   | 9 oktober 2016    | Bergen              | Hardcourt (i) | Vincent Millot         | 6-2, 6-0            |         |

### Palmares dubbelspel
| Nr.                              | Datum             | Toernooi            | Ondergrond    | Partner          | Tegenstanders in finale              | Score               | Details |
| -------------------------------- | ----------------- | ------------------- | ------------- | ---------------- | ------------------------------------ | ------------------- | ------- |
| Gewonnen finales herendubbel     |                   |                     |               |                  |                                      |                     |         |
| 1.                               | 7 oktober 2018    | ATP Tokio           | Hardcourt     | Ben McLachlan    | Raven Klaasen Michael Venus          | 6-4, 7-5            | Details |
| 2.                               | 12 januari 2019   | ATP Auckland        | Hardcourt     | Ben McLachlan    | Raven Klaasen Michael Venus          | 6-3, 6-4            | Details |
| 3.                               | 22 september 2019 | ATP Metz            | Hardcourt (i) | Robert Lindstedt | Nicolas Mahut Édouard Roger-Vasselin | 2-6, 7-6(1), [10-4] | Details |
| Verloren finales herendubbel     |                   |                     |               |                  |                                      |                     |         |
| 1.                               | 12 januari 2018   | ATP Sydney          | Hardcourt     | Viktor Troicki   | Łukasz Kubot Marcelo Melo            | 3-6, 4-6            | Details |
| 2.                               | 2 maart 2019      | ATP Dubai           | Hardcourt     | Ben McLachlan    | Rajeev Ram Joe Salisbury             | 6-7(4), 3-6         | Details |
| 3.                               | 16 februari 2020  | ATP Rotterdam       | Hardcourt (i) | Henri Kontinen   | Pierre-Hugues Herbert Nicolas Mahut  | 6-7(5), 6-4, [7-10] | Details |
| Gewonnen challengers herendubbel |                   |                     |               |                  |                                      |                     |         |
| 1.                               | 14 september 2014 | Szczecin            | Gravel        | Dustin Brown     | Tomasz Bednarek Igor Zelenay         | 6-2, 6-4            |         |
| 2.                               | 13 september 2015 | Alphen aan den Rijn | Gravel        | Tobias Kamke     | Victor Hanescu Adrian Ungur          | 7-6(1), 3-6, [10-7] |         |
| 3.                               | 11 september 2016 | Alphen aan den Rijn | Gravel        | Daniel Masur     | Robin Haase Boy Westerhof            | 6-4, 6-1            |         |
| 4.                               | 14 januari 2017   | Canberra            | Hardcourt     | Andre Begemann   | Carlos Berlocq Andrés Molteni        | 6-3, 6-4            |         |
| 5.                               | 10 september 2017 | Genua               | Gravel        | Tim Pütz         | Guido Andreozzi Ariel Behar          | 7-6(5), 7-6(8)      |         |

## Resultaten grote toernooien
| Legenda | Legenda                          |
| ------- | -------------------------------- |
| g.t.    | geen toernooi gehouden           |
| l.c.    | lagere categorie                 |
| –       | niet deelgenomen                 |
| G       | uitgeschakeld in de groepsfase   |
| 1R      | uitgeschakeld in de eerste ronde |
| 2R      | uitgeschakeld in de tweede ronde |
| 3R      | uitgeschakeld in de derde ronde  |
| 4R      | uitgeschakeld in de vierde ronde |
| KF      | uitgeschakeld in de kwartfinale  |
| HF      | uitgeschakeld in de halve finale |
| F       | de finale verloren               |
| W       | het toernooi gewonnen            |
| w-v     | winst/verlies-balans             |

### Enkelspel
| grandslamtoernooien  |      |      |      |    |      |      |      |      |      |      |      |   |
| Australian Open      | –    | 1R   | 1R   | –  | 1R   | 2R   | 1R   | 1R   | 1R   | 1R   | 1R   |   |
| Roland Garros        | 1R   | 2R   | 1R   | 1R | 1R   | 2R   | 4R   | 2R   | 4R   | –    | 1R   |   |
| Wimbledon            | 2R   | 1R   | 1R   | 1R | 1R   | 3R   | 3R   | g.t. | 1R   | 1R   | –    |   |
| US Open              | 1R   | 2R   | –    | 1R | 1R   | 3R   | 2R   | 3R   | 1R   | –    | –    |   |
| ATP Masters 1000     |      |      |      |    |      |      |      |      |      |      |      |   |
| Indian Wells         | –    | –    | 1R   | –  | 2R   | 1R   | 4R   | g.t. | 2R   | 1R   | 2R   |   |
| Miami                | –    | –    | 2R   | –  | 3R   | 1R   | 1R   | g.t. | 3R   | 1R   | 2R   |   |
| Monte Carlo          | –    | –    | 1R   | 1R | 3R   | 3R   | 2R   | g.t. | 1R   | –    | KF   |   |
| Madrid               | –    | –    | –    | –  | –    | 2R   | 2R   | g.t. | 1R   | –    | F    |   |
| Rome                 | –    | –    | –    | –  | 2R   | –    | 3R   | 1R   | 2R   | –    | –    |   |
| Montreal/Toronto     | –    | –    | –    | –  | –    | –    | 2R   | g.t. | 1R   | –    | –    |   |
| Cincinnati           | –    | –    | –    | –  | –    | –    | 3R   | KF   | 1R   | –    | –    |   |
| Shanghai             | –    | –    | –    | –  | 3R   | –    | 1R   | g.t. | g.t. | g.t. | 2R   |   |
| Parijs               | –    | –    | –    | –  | 1R   | –    | 3R   | 2R   | 1R   | –    | 1R   |   |
| olympisch            |      |      |      |    |      |      |      |      |      |      |      |   |
| Olympische Spelen    | g.t. | g.t. | g.t. | 1R | g.t. | g.t. | g.t. | g.t. | 2R   | g.t. | g.t. |   |
| statistieken         |      |      |      |    |      |      |      |      |      |      |      |   |
| totaal aantal titels | 0    | 0    | 0    | 0  | 0    | 0    | 0    | 0    | 0    | 0    | 0    | 0 |
| eindejaarsranking    | 107  | 59   | 107  | 63 | 53   | 57   | 35   | 36   | 51   | 151  | 25   |   |

### Dubbelspel
| grandslamtoernooien  |      |      |     |      |      |      |      |      |      |      |   |
| Australian Open      | –    | 1R   | –   | 1R   | HF   | 1R   | KF   | –    | 2R   | –    |   |
| Roland Garros        | –    | 1R   | –   | 2R   | 1R   | 1R   | 1R   | 3R   | –    | 1R   |   |
| Wimbledon            | 2R   | –    | 2R  | 1R   | KF   | 1R   | g.t. | –    | –    | –    |   |
| US Open              | 2R   | –    | –   | 1R   | 1R   | 1R   | 1R   | 1R   | –    | –    |   |
| ATP Masters 1000     |      |      |     |      |      |      |      |      |      |      |   |
| Indian Wells         | –    | –    | –   | –    | –    | 2R   | g.t. | –    | –    | –    |   |
| Miami                | –    | –    | –   | –    | HF   | –    | g.t. | 1R   | –    | –    |   |
| Monte Carlo          | –    | –    | –   | –    | –    | 1R   | g.t. | 1R   | –    | –    |   |
| Madrid               | –    | –    | –   | –    | KF   | 1R   | g.t. | –    | –    | –    |   |
| Rome                 | –    | –    | –   | –    | –    | 1R   | 2R   | 1R   | –    | –    |   |
| Montreal/Toronto     | –    | –    | –   | –    | –    | 1R   | g.t. | 1R   | –    | –    |   |
| Cincinnati           | –    | –    | –   | –    | –    | –    | 1R   | –    | –    | –    |   |
| Shanghai             | –    | –    | –   | –    | 2R   | 1R   | g.t. | g.t. | g.t. | –    |   |
| Parijs               | –    | –    | –   | –    | 1R   | 2R   | 1R   | –    | –    | –    |   |
| olympisch            |      |      |     |      |      |      |      |      |      |      |   |
| Olympische Spelen    | g.t. | g.t. | –   | g.t. | g.t. | g.t. | g.t. | KF   | g.t. | g.t. |   |
| statistieken         |      |      |     |      |      |      |      |      |      |      |   |
| totaal aantal titels | 0    | 0    | 0   | 0    | 1    | 2    | 0    | 0    | 0    | 0    | 0 |
| eindejaarsranking    | 169  | 162  | 182 | 190  | 22   | 56   | 53   | 29   | 137  | 277  |   |